# Teterew

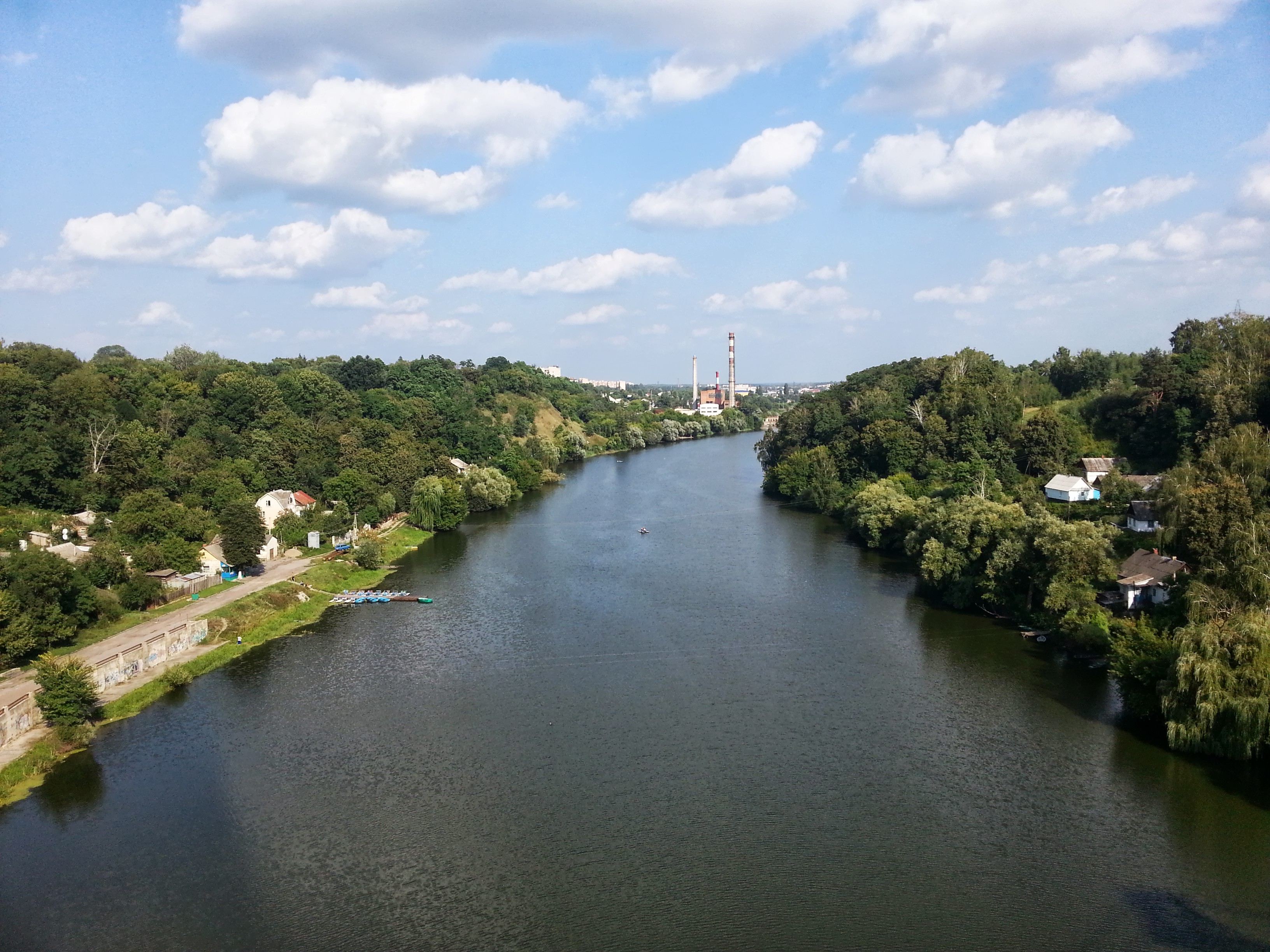
Widok na rzekę Teterew z mostu w Żytomierzu

Teterew, także Teterów (ukr. Тетерів Teteriw) – rzeka na Ukrainie, prawy dopływ Dniepru.
Źródła rzeki znajdują się na wysokości 299 m n.p.m. na pograniczu obwodów żytomierskiego i winnickiego, w okolicach wsi Nosiwka (ukr. Носiвка) i Sasliwka (ukr. Суслiвка). Przepływa przez Polesie i Nizinę Naddnieprzańską oraz przez miasta: Żytomierz, Korosteszów, Radomyśl. Uchodzi do Zalewu Kijowskiego. Długość rzeki – 365 km, powierzchnia dorzecza – 15 100 km², w całości na terenie obwodów żytomierskiego i kijowskiego.

## Warunki hydrologiczne
Rzeka posiada zasilanie śnieżno – deszczowe. Ważnym elementem zasilającym są także źródła wód zawierające minerały żelaza, wypływające ze skalistych brzegów, oraz liczne dopływy:
- prawe – Koszcza (ukr. Коща), Teterówka (ukr. Тетерівка), Hnyłopiat (ukr. Гнилоп’ять), Hujwa (ukr. Гуйва), Biała (ukr. Вилія), Białka (ukr. Білка), Kodra (ukr. Кодра), Tal (ukr. Таль), Zdwyż (ukr. Здвиж).
- lewe – Leśna (ukr. Лісова), Bobrówka (ukr. Бобровка), Szyjka (ukr. Шийка), Kamianka (ukr. Кам’янка), Mika (ukr. Мика), Wydra (ukr. Видра), Irsza (ukr. Ірша), Krapibija (ukr. Крапивна), Żerew (ukr. Жерев), Błotna (ukr. Болотна).

Rzeka zamarza w drugiej połowie listopada i zwalnia się od kry w połowie marca. Wiosenne przybory wody podnoszą poziom rzeki o 2-5 metrów, co powoduje wystąpienie rzeki w dolnym biegu i powstanie rozlewiska o szerokości kilku kilometrów. Okres wysokiego stanu wody jest dosyć długi i trwa do pierwszych dni czerwca.

## Budowa geologiczna
Budowa geologiczna brzegów Teterewa jest bardzo zróżnicowana. W górnym biegu, do około 20 km, przepływa przez obszar zalesiony, w podłożu którego dominują piaski, a w środkowym biegu rzeka płynie wąską doliną ze stromymi uboczami i ruchliwym łożyskiem w granicach granitowego masywu krystalicznego. Skały krystaliczne towarzyszą rzece, na długim odcinku, tworząc często malownicze wąwozy o stromych ścianach, np. w okolicach Żytomierza i licznych progach. W okolicach wsi Koziwki (ukr. Козіївки) spotykamy wychodnię skał wapiennych (marmur), tworzących zarówno brzeg, jak i dno rzeki. W rejonie Radomyśla w dolinie rzeki spotykamy rudy żelaza, intensywnie eksploatowane do XVIII wieku. W dolnym biegu, w granicach Polesia, dolina rzeki rozszerza się do ok. 4 km, a szerokość koryta wynosi ok. 40–90 m, wpada do Zbiornika Kijowskiego.

## Znaczenie gospodarcze
W okresie wysokich stanów wód Teterew jest spławny od ujścia w górę rzeki do wsi Wiszewicze (ukr. Вишевичі) (około 150 km). Jak podają źródła historyczne, w okresie intensywnej eksploatacji żelaza spławiano do 800 tratw na sezon. Obecnie nie ma stałej żeglugi i przystani na rzece. Dawniej nad rzeką rozwinęło się także szereg młynów wodnych. Ekonomiczne znaczenie rzeki jest jednak nadal duże. Budowa geologiczna środkowego biegu rzeki sprzyja lokalizacji hydroelektrowni i zbiorników wodnych (np. w okolicach Żytomierza). Nad rzeką rozwinęły się także ośrodki sportów wodnych, powstają domy wypoczynkowe. Rzeka jest ważnym źródłem wody, dla okolicznych miast i rolnictwa.
Północna część dorzecza jest częściowo skażona po awarii elektrowni w Czarnobylu. Dla ochrony wód na dopływach i mniejszych rzekach zbudowano filtrujące groble.